# Atlantisch orkaanseizoen 1964
Het Atlantisch orkaanseizoen 1964 duurde van 1 juni 1964 tot 30 november 1964. Tropische cyclonen die buiten deze seizoensgrenzen ontstaan, maar nog binnen het kalenderjaar 1964, worden ook nog tot dit seizoen gerekend.